# Dystrykt Athabaska
Dystrykt Athabaska – region administracyjny Terytoriów Północno-Zachodnich Kanada utworzony w roku 1882 i obejmujący północne obszary współczesnych prowincji Alberta i Saskatchewan.